# Рода (Керкраде)
«Рода» (нід. Roda JC Kerkrade, нід. вимова: [ˈroːdaː jeːˈseː ˈkɛr(ə)kˌraːdə]) — нідерландський футбольний клуб з міста Керкраде. «Рода» є скороченням від «Recht Op Doel Af», що в перекладі з нідерландської означає: «Просто в ціль». Нині грає в Еерстедивізі, другому за рівнем нідерландському дивізіоні.
Клуб сформувався в 1962 році внаслідок об'єднання двох клубів: «Рапід» (нід. Rapid JC) і «Рода Спорт» (нід. Roda Sport). З часу заснування найвищої ліги Нідерландів — Ередивізі — клуб грав у ній з перервами 48 сезонів, з 1956/57 по 2015/16, з них 41 сезон поспіль не покидав еліту — з 1973/74 по 2013/14. Найвище досягнення: титул чемпіонів, виграний «Рапідом» у 1956 році, в межах Ередивізі — віцечемпіонство у сезонах 1958/59 та 1994/95. «Рода» також шість разів грала у фіналах Кубка Нідерландів, з яких виграла у двох.

## Досягнення
- Чемпіонат Нідерландів
  -  Чемпіон (1): 1955—56 (як  «Рапід»)
  -  Віце-чемпіон (2): 1958—59 (як «Рапід»), 1994—95

- Еерстедивізі (рівень 2)
  -  Переможець (1): 1972—73

- Кубок Нідерландів
  -  Володар (2): 1996—97, 1999—00
  -  Фіналіст (4): 1975—76, 1987—88, 1991—92, 2007—08

## Єврокубки
10 разів клуб стартував у єврокубках. Найкраще досягнення — чвертьфінал у Кубку кубків 1988—89 та 1997—98 роках. 
Дебютом треба рахувати виступ попередника «Роди» команду під назвою  «Рапід» (нід. Rapid JC Herleen) у 1/8 фіналу другого розіграшу Кубка чемпіонів 1956-57 року. Перша гра відбулася 3 листопада 1956 року в Керкраде в присутності 11 500 глядачів проти югославської «Црвеної Звезди». Запекла боротьба завершилась перемогою гостей — 3:4. В Белграді голландці теж поступилися — 0:2 і вибули з турніру. 
У повторній грі сезону 1997—98 за Кубок кубків проти ізраїльського «Хапоеля» з Беер-Шеви вони вдома перемогли з рахунком 10:0.